# Fritz Lehmann (Dirigent)
Fritz Lehmann (* 17. Mai 1904 in Mannheim; † 30. März 1956 in München) war ein deutscher Dirigent und Hochschullehrer.

## Leben
Fritz Lehmann, Sohn eines Organisten und Lehrers, studierte von 1918 bis 1921 an der Hochschule für Musik in Mannheim, danach Musikwissenschaft an den Universitäten Heidelberg und Göttingen. Von 1923 bis 1927 war er zuerst Chorleiter, bald aber auch Kapellmeister am Stadttheater Göttingen. Dann wechselte er nach Essen und übernahm dort die Leitung der Kapellmeisterklasse sowie der Opern- und Orchesterschule an der Folkwangschule. Anschließend arbeitete er bis 1934 als Orchester- und Chordirigent in Hildesheim, von 1934 bis 1938 als Leiter des in Hannover neugegründeten Niedersachsenorchesters. 1934 übernahm er zusätzlich die künstlerische Leitung der Göttinger Händel-Festspiele, die er 1944 nach einem Konflikt mit dem Kreisleiter der NSDAP niederlegte. Von 1935 bis 1938 wirkte Fritz Lehmann als Generalmusikdirektor in Bad Pyrmont, von 1939 bis 1946 in Wuppertal. Am 23. Oktober 1937 hatte er die Aufnahme in die NSDAP beantragt und wurde rückwirkend zum 1. Mai desselben Jahres aufgenommen (Mitgliedsnummer 5.218.110). Während des Zweiten Weltkriegs trat er auch in den von Deutschen Truppen besetzten Gebieten auf, so in Brüssel und in Paris. Lehmann stand 1944 in der Gottbegnadeten-Liste. 1942 leitete er in Dresden die Uraufführung der 2. Sinfonie von Walter Abendroth.

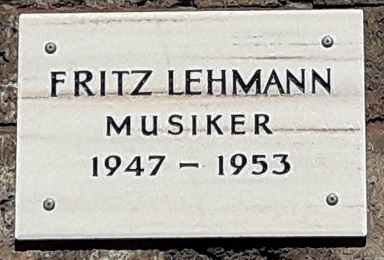
Göttinger Gedenktafel für Fritz Lehmann

Nach dem Krieg berief man Lehmann 1946 erneut zum Leiter der Göttinger Händel-Festspiele, ein Amt, das er bis 1953 ausübte. Ebenfalls ab 1946 wirkte er als Intendant und Generalmusikdirektor am Stadttheater Göttingen. 1950 endete diese Tätigkeit mit der aus Kostengründen erzwungenen Schließung des Opern- und Operettenbetriebs. Lehmann baute sich danach eine Karriere als Gastdirigent auf. Viele Rundfunk- und Schallplattenaufnahmen entstanden in dieser Zeit.
1953 verlegte er endgültig seinen festen Wohnsitz nach München und übernahm dort die Leitung einer Dirigentenklasse an der Hochschule für Musik. Während einer Aufführung der Matthäus-Passion am Karfreitag 1956 erlitt Fritz Lehmann einen Herzinfarkt. Ein zweiter Dirigent, Jürg Popp, Leiter des Münchner Lehrergesangsvereins, führte das Konzert zu Ende. Erst am Schluss der Aufführung erfuhr das Publikum von Konzertmeister Herbert Becker, dass Lehmann verstorben war. Er ist in Pullach beerdigt.

## Diskografie (Auswahl)
- Johann Sebastian Bach:  Matthäus-Passion, Elfride Trötschel, Diana Eustrati, Helmut Krebs, Dietrich Fischer-Dieskau, Friedrich Hertel. Chor und Sinfonieorchester des Berliner Rundfunks, Knabenchor der St. Hedwigs-Kathedrale. Konzertmitschnitt aus dem Berliner Haus des Rundfunks, April 1949.
- Johann Sebastian Bach:  Weihnachtsoratorium, Gunthild Weber, Sieglinde Wagner, Helmut Krebs, Heinz Rehfuss. Berliner Motettenchor, RIAS Kammerchor und Berliner Philharmoniker. Aufnahme in der Jesus-Christus-Kirche, Berlin-Dahlem, 1955/56.
- Franz Schubert: Musik zu Rosamunde (D 797), Die Zauberharfe (D 644) und Ständchen (D 920), mit Diana Eustrati (Alt), Michael Raucheisen (Klavier), dem Berliner Motettenchor und den Berliner Philharmonikern. Aufnahme 1952/1953, DGG 2004.
- Arcangelo Corelli: Concerto grosso Nr.1, mit dem Bayerischen Staatsorchester. DGG 1951.
- Wolfgang Amadeus Mozart: Klavierkonzert D-Dur KV 537 („Krönungskonzert“), Berliner Philharmoniker, Solist: Carl Seemann. DGG 1953.
- Wolfgang Amadeus Mozart: Konzert-Rondo D-Dur KV 382, Bamberger Symphoniker, Solist: Carl Seemann. DGG 1952.
- Wolfgang Amadeus Mozart: Konzert-Rondo A-Dur KV 386, Bamberger Symphoniker, Solist: Carl Seemann. DGG 1953
- Wolfgang Amadeus Mozart: Konzert für 2 Klaviere KV 365, Berliner Philharmoniker, Solisten: Carl Seemann, Andor Foldes. DGG 1955
- Wolfgang Amadeus Mozart: Klavierkonzert C-Moll  KV 503, Münchner Philharmoniker, Solist: Carl Seemann. DGG 1951
- Johann Sebastian Bach: Kantate BWV 170, mit Elisabeth Höngen und dem Bayerischen Staatsorchester, DGG 1951.
- Engelbert Humperdinck: Hänsel und Gretel, Märchenspiel in drei Bildern, mit den Solisten Rita Streich, Gisela Litz, Res Fischer und den Münchner Philharmonikern. Aufnahme: 1953, DGG 435 471 2.
- Erich Wolfgang Korngold: Die tote Stadt, Oper in 3 Akten, mit den Solisten Karl Friedrich, Maud Cunitz, Benno Kusche und Chor und Orchester des Bayerischen Rundfunks. Aufnahme September 1952, verschiedene CD-Veröffentlichungen